# Капела-ди-Сантана
Капела-ди-Сантана (порт. Capela de Santana) — муниципалитет в Бразилии. входит в штат Риу-Гранди-ду-Сул. Составная часть мезорегиона Агломерация Порту-Алегри. Входит в экономико-статистический микрорегион Монтенегру, который входит в Агломерация Порту-Алегри. Население составляет 11 921 человек на 2006 год. Занимает площадь 184,003 км². Плотность населения — 64,8 чел./км².

## История
Город основан 15 мая 1965 года.

## Статистика
- Валовой внутренний продукт на 2003 год составляет 71 095 668,00 реалов (данные: Бразильский институт географии и статистики).
- Валовой внутренний продукт на душу населения на 2003 год составляет 6 431,09 реалов (данные: Бразильский институт географии и статистики).
- Индекс развития человеческого потенциала на 2000 год составляет 0,764 (данные: Программа развития ООН).